# Watervoorzieningsproject Noord-Cyprus

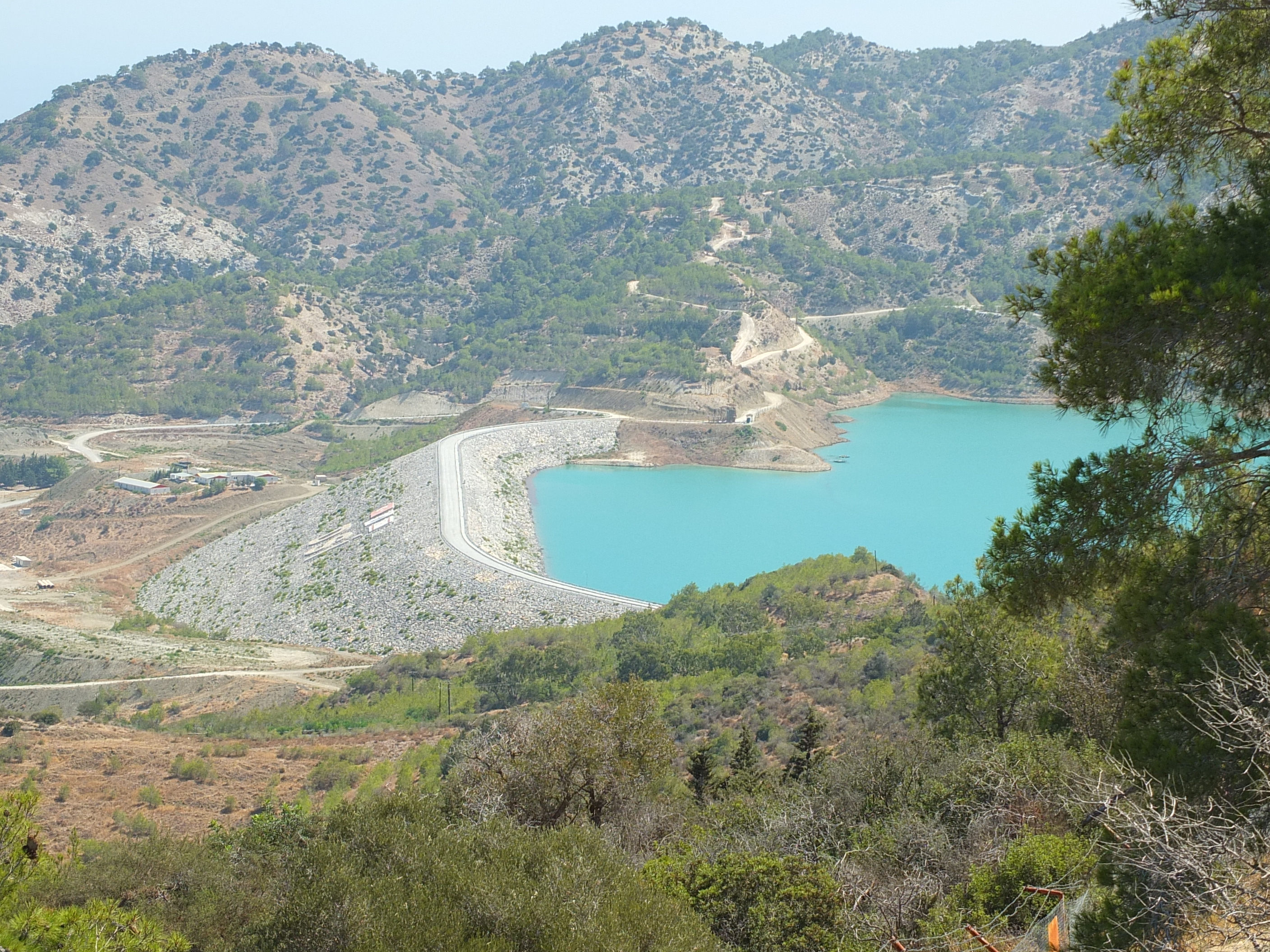
Geçitköy-dam en -stuwmeer

Het Watervoorzieningsproject Noord-Cyprus (Turks: KKTC Su Temin Projesi) is een grensoverschrijdend project om de toevoer van drinkwater en irrigatiewater van Zuid-Turkije naar Noord-Cyprus te bewerkstelligen via een pijpleiding onder de Middellandse Zee. Deze pijpleiding werd voltooid in september 2014. Het project is uitgevoerd door het Turkse staatsagentschap Devlet Su İşleri.

## Project
Cyprus beschikt over een beperkte hoeveelheid oppervlaktewater en grondwater vanwege onvoldoende neerslag. Het project is erop gericht Noord-Cyprus van water te voorzien vanuit Turkije voor een tijdspanne van 50 jaar. Van de 75 miljoen m³ water is 37,76 miljoen m³ (50,3%) bestemd als drinkwater en de resterende wordt ingezet voor irrigatie. De totale investeringskosten van het project waren begroot op 782 miljoen Turkse lira (432 miljoen Amerikaanse dollar).
Het Watervoorzieningsproject Noord-Cyprus is uitgevoerd in de volgende fasen:
- Fase 1: Aanleg van de Alaköprü-dam in Anamur in de provincie Mersin. Het stuwmeerbekken bevat 130,5 miljoen m³ water. De dam werd opgeleverd op 7 maart 2014
- Fase 2: Aanleg van een pijpleiding op land met een diameter van 1500 mm en een lengte van 22 kilometer, waarmee jaarlijks 75 miljoen m³ water van de Alaköprü-dam naar het waterpompstation Anamurium in Turkije wordt vervoerd
- Fase 3: Een 80 kilometer lange pijpleiding (diameter van 1600 mm) die 250 meter onder de zeespiegel van de Middellandse Zee ligt, zal water transporteren van waterpompstation Anamurium naar waterpompstation Güzelyalı in Noord-Cyprus[1]. Deze pijpleiding heeft sensoren en zenders die mogelijke storingen signaleren
- Fase 4: Een pijpleiding van drie kilometer lang vervoert het water van waterpompstation Güzelyalı naar het bekken van de Geçitköy-dam nabij Girne/Kyrenia

## Calamiteiten
In januari 2020 ontstond er een barst in de onderzeese waterpijpleiding tussen Turkije en Noord-Cyprus, waardoor deze niet langer functioneerde. In september 2020 was de pijplijn gerepareerd.